# Scelotes fitzsimonsi
Scelotes fitzsimonsi — вид сцинкоподібних ящірок родини сцинкових (Scincidae). Мешкає в Мозамбіку і Південно-Африканській Республіці. Вид названий на честь південноафриканського герпетолога Вівіана Фітц-Сімонса.

## Поширення і екологія
Scelotes fitzsimonsi мешкають на узбережжі Південного Мозамбіку та провінції Квазулу-Наталь в ПАР. Вони живуть в лісах, що ростуть серед прибережних піщаних дюн, на висоті до 100 м над рівнем моря.